# Бонапартизъм
Бонапартизмът е политическо роялистко движение, прераснало в политическа партия във Франция, която защитава правата на семейство Бонапарт върху френския (императорски) престол след установяването на Третата френска република.
След смъртта на Наполеон III се ръководи от Йожен Руйер, на който му е лепнат прякорът „вицеимператорът“. Бонапартистите формират силна политическа партия. Нещастната смърт на принц Луи Наполеон, убит от зулусите на 1 юни 1879 г., нанася тежък удар върху бонапартизма.
Клерикалната бонапартистка фракция, водена от Касаняк, отказва да признае правата върху престола на княз Жером, признавайки правата на големия му син Виктор, с което внася раздор в редиците на бонапартистите.
На 15 януари 1883 г. принц Жером излиза с манифест към френския народ, за да напомни за роялисткия му дълг към отечеството, но е хвърлен в затвора от властта на републиканците. На изборите през 1885 г. бонапартистите печелят 80 места във Френския парламент и властите, подплашени от техния изборен успех, на следващата година (23 юни 1886 г.) прогонват от страната двамата претенденти за френския престол, изпращайки ги в изгнание. След смъртта на принц Луи Наполеон в Рим на 17 март 1891 г. начело на бонапартистите остава единственият законен претендент за престола – неговият син Виктор 
- Преносно – политически вид авторитарен режим (обикновено след революцията), в който единственият диктатор имитира подкрепата на хората (обикновено с фиктивни демократични институции) и разчита на армията; политическо движение в полза на създаването на такъв режим ◆ Няма пример за използване
- Преносно – политически жаргон за неодобрение на Маркс и марксистите: като цяло, всяко правителство или политическо движение, което дойде или се стреми да дойде на власт след революцията, не чрез свободни демократични избори, които се оценяват като несъответстващи на неговите идеали и в сравнение с бонапартизма в Наполеонова Франция

пример: Министерството на Керенски несъмнено е министерството на първите стъпки на бонапартизма. Пред нас стои главният исторически знак на бонапартизма: маневриране на държавната власт, основано на военни сили (на най-лошите елементи на войските) между две враждебни класове и сили, които повече или по-малко уравновесяват помежду си. В. И. Ленин, „Началото на бонапартизма“, юли 1917 